# Albert Deguelle
Albert Deguelle, né le 3 mai 1930 à Woluwe-Saint-Lambert, est un ancien célèbre animateur et réalisateur belge de la RTBF qui présenta notamment "Voulez-vous jouer ?" qui a marqué l'histoire de la télévision belge.

## Biographie
Sa carrière débute en 1956, l'année de son mariage avec Francine, lorsqu'il part au Congo belge comme ingénieur du son pour le film commandité par le roi Léopold III, les Seigneurs de la forêt.  De retour un an plus tard, il est atteint d'une tuberculose.
Après sa guérison, il entre à la télévision belge grâce à la confiance que lui accorda la productrice Jacqueline Juin.  Curieux de tout, il crée plusieurs émissions de télé d'informations, de variétés et de jeux. Il a travaillé avec de nombreuses célébrités.
Il commença, en 1959, à l'INR, comme réalisateur pour "Tête d'affiche". En 1965 et 1966, il travaille à la réalisation des Jeux sans Frontières et diverses autres émissions dont notamment Lollipop à l'été 1968, une émission pour la jeunesse  produite par Pauline Hubert.
En janvier 1975,  il invente un nouveau format d'émission, un jeu d'abord diffusé en seconde partie de soirée puis en prime time Voulez-vous jouer ?.
Albert Deguelle choisira comme co-présentateur Jacques Careuil.
Cette émission sera le plus grand succès dans la carrière d'Albert Deguelle,. Elle touchera jusqu'à 65 % d'audience.
La recette était faite d'une combinaison de questions, de cadeaux, de chansons, de sketchs, le tout devant un public participatif, en effet les animateurs mettent à l'épreuve des candidats qui mouillent leurs chemises dans la bonne humeur, imitant des chanteurs, danseurs, acteurs, jongleurs.
Ce jeu était connu pour les présents que le public recevait, comme des poireaux, des choux et bien d'autres légumes.
D'abord diffusée en direct, elle fut après deux ans enregistrée mais toujours en une seule prise.
En 1982-1983, il présente dans le cadre de l'émission "Plein Jeu" présentée par Arlette Vincent, l'émission "Faites vos jeux" pour laquelle il se rendait à travers Bruxelles et la Wallonie. Il présentait divers jeux en faisant participer le public local qui se trouvait soit sous un chapiteau, une place publique ou dans les centres commerciaux, animation qui finissait toujours en chanson avec la présence sur place d'une nouvelle vedette ou déjà connue du public.
Albert Deguelle réalise des sketchs avec Stéphane Steeman, souvent des caméras cachées comme celui de la vache. Par la suite, il produit d'autres émissions, jusqu'à sa retraite anticipée en 1993.
Il gère un temps un restaurant à Wavre et s'adonne à sa passion : la conduite de Harley-Davidson.